# Негетеросексуальність
Негетеросексуальність ― це слово для позначення сексуальної орієнтації або сексуальної ідентичності, яке не є гетеросексуальною. Цей термін допомагає визначити «поняття, що є нормою і чим певна група відрізняється від цієї норми». Термін негетеросексуальність використовується у феміністичних та гендерних галузях, а також у загальній академічній літературі, щоб допомогти розрізнити обрані, прописані та просто прийняті сексуальні ідентичності з різним розумінням наслідків цих сексуальних ідентичностей. Цей термін схожий на квір, хоча і менш політично навантажений і більш клінічний; квір зазвичай відноситься до того, що він не є нормативним та не гетеросексуальним. Деякі вважають цей термін суперечливим та принизливим, оскільки він "позначає людей проти сприйнятої норми гетеросексуальності, тим самим посилюючи гетеронормативність". Інші кажуть, що негетеросексуальність - це єдиний термін, корисний для підтримки злагодженості досліджень та пропонують „висвітлити недолік у нашій мові навколо сексуальної ідентичності“; його використання може дозволити бісексуальне стирання.

## Передумови
Багато геїв, лесбійок та бісексуалів народилися в культурах та релігіях, які стигматизували, репресували або негативно оцінювали будь-яку сексуальність, яка відрізнялася від гетеросексуальної ідентичності та орієнтації. Крім того, більшість гетеросексуалів досі розглядають негетеросексуальні акти як табу, а нетрадиційні сексуальні бажання, як правило, повністю приховуються або маскуються різними способами. Негетеросексуали повніше охоплюють людей, які не тільки ідентифікують себе як інші, ніж гетеросексуальні, але й як інші, ніж геї, лесбійки та бісексуали. Деякі загальноприйняті приклади включають любов до тієї ж статі, чоловіків, які займаються сексом з чоловіками (ЧСЧ), жінок, які займаються сексом із жінками (ЖСЖ), бі-цікавих та допитливих. Негетеросексуали вважається кращим загальним терміном, ніж гомосексуали, лесбійки та геї, ЛГБТ чи квір, тому що він є більш нейтральним та не має негативного багажу або гендерної дискримінації. Наприклад, до 1973 року Американська психологічна асоціація вважала гомосексуаліність психічним захворюванням, і це все ще має негативні наслідки.

## Використання
Термін негетеросексуальність зустрічається переважно в науковому середовищі, можливо, як засіб уникнення термінів, які вважаються політично некоректними, таких як лесбійки, дайки, геї, бісексуали тощо, уживані тими, хто не ідентифікує себе як ЛГБТК+, або коли вони використовуються зневажливо, ці терміни, як правило, вважаються принизливими, тому негетеросексуали є типовим та нешкідливим терміном, який навряд чи може образити читачів. Наприклад, шкалу Кінсі можна розділити між виключно гетеросексуальними та всіма іншими. Цей термін набув більшої популярності в академічній галузі, починаючи з 1980-х і більш помітно в 1990-х роках, завдяки великим дослідженням ідентичностей негетеросексуальної молоді та меншій кількості досліджень, спеціально присвячених негетеросексуальним студентам коледжів. Негетеросексуали також використовуються для охоплення трансгендерних та інтерсексуальних людей, оскільки, хоча це гендерні ідентичності, а не сексуальні, вони знаходяться в межах ЛГБТК+ та їх спільнот.
У книзі 2004 року, яка поєднує «академічні дисципліни кінознавства, соціології, культурології та критики» щодо явища Великого Брата, негетеросексуали використовувались як універсальний термін для порівняння інформації з понад тридцяти країн. Досліджуючи та вивчаючи нові сфери похилого віку геїв, лесбійок та бісексуалів, негетеросексуали є терміном за замовчуванням, щоб продемонструвати, що "переважна більшість" літератури припускає, що люди похилого віку є гетеросексуалами і не «докладає зусиль» для вивчення досвіду та ставлення до тих, хто не є. У статті «Благополуччя та держава» автори описують відчутні переваги лесбійок на робочому місці, оскільки вони, теоретично, не мали б дітей, і це було б вигідно для працедавця. Однак автори зазначають, що у багатьох лесбійок не тільки є діти, але вони зазвичай ідентифікуються як гетеросексуали протягом більшої частини свого життя або, принаймні, поки їхні діти не досягнуть достатнього віку, щоб негетеросексуальна ідентичність не мала значного негативного впливу на їхні сім'ї.
Негетеросексуали також використовуються при вивченні ЛГБТК+сімей та сімейних структур. У цьому контексті це стало більше використовуватись, коли вивчався вплив пандемії СНІДу на спільноти чоловіків-геїв, оскільки багато чоловіків-геїв створили сім'ї з розширених мереж друзів, і вони стали їх системами підтримки.

## Критика
Використання терміна «негетеросексуальний» для позначення ЛГБТК+ як загального поняття може призвести до сприйняття гетеросексуальності як норми.
Негетеросексуальність часто використовується для опису представників ЛГБТК+ спільноти, які не мають цисгендерних ідентичностей. Це вважається проблематичним, оскільки сексуальна орієнтація та гендерна ідентичність відрізняються. Однак різниця між ними є відносно сучасною. Історично трансгендери класифікувались як гомосексуали всіма, включаючи лікарів, які спеціалізувались на їх лікуванні, і лише за останні п’ятдесят років або близько того трансгендери були теоретично відмінні від гомосексуальності.  Багато людей досі не розуміють і не роблять різниці між гендерними меншинами та сексуальними меншинами.
Квір-люди «часто очікують, що вони пояснюватимуть [свою] сексуальну ідентифікацію, або доводячи [свою] нормальність (тобто [вони] перебувають у сфері гетеронормативності), або визнаючи, що [їх] відмінність від гетеросексуальної норми становить деяку форму сутності». Термін негетеросексуальність використовується, щоб виділити абсолютну різницю між гетеросексуальною та квір-ідентичністю. Мову потрібно змінити, щоб описати ЛГБТК+ людей як автономних істот, "а не розглядати [їх] виключно як сексуальних істот, що складаються з гетеросексуальної логіки однаковості чи відмінності".  Мається на увазі бінарність того, що термін негетеросексуальні продовжує стирати тих, чия тотожність потрапляє в спектр між гетеросексуальністю та гомосексуальністю. Гетеро/гомосексуальна дихотомія продовжує систематичне стирання бісексуальних ідентичностей, підкреслюючи припущену протилежність, а між ними нічого не допускається. Він ігнорує тих, хто ідентифікується як небінарний, оскільки термін негетеросексуальність трактується як категоризація тих, кого сексуально приваблюють люди тієї самої статі, на відміну від тих, кого приваблює людина «протилежної статі».